# Sadnerbach
Der Sadnerbach ist ein rund 450 Meter langer, rechter Nebenfluss der Kainach in der Steiermark.

## Verlauf
Der Sadnerbach entsteht im nördlichen Teil der Gemeinde Kainach bei Voitsberg, im Westen der Katastralgemeinde Gallmannsegg, nordwestlich der Ortschaft Gallmannsegg und östlich des Hofes Sadner am nordöstlichen Hang des Mandlkogels. Er fließt relativ gerade insgesamt nach Nordosten. Nördlich von Gallmannsegg mündet er in die Kainach, die danach geradeaus weiterfließt. Auf seinen Lauf nimmt der Sadnerbach keine anderen Wasserläufe auf.